# 에틸벤젠
에틸벤젠(영어: ethylbenzene)은 화학식 C6H5CH2CH3을 지니는 유기 화합물로, 휘발유와 비슷한 냄새가 나는 가연성 무색 액체이다. 벤젠에 에틸기(-C2H5)가 붙은 것으로서, 에틸렌과 벤젠으로부터 합성한 것이다. 2012년 기준으로 생산되는 에틸벤젠의 99% 이상이 탈수소화 과정을 거쳐 스타이렌을 생성하기 위해 소비된다.